# Euryomyrtus patrickiae
Euryomyrtus patrickiae är en myrtenväxtart som beskrevs av Malcolm Eric Trudgen. Euryomyrtus patrickiae ingår i släktet Euryomyrtus och familjen myrtenväxter. Inga underarter finns listade i Catalogue of Life.